# Te mana toa
 (mai 2012).
Si vous disposez d'ouvrages ou d'articles de référence ou si vous connaissez des sites web de qualité traitant du thème abordé ici, merci de compléter l'article en donnant les références utiles à sa vérifiabilité et en les liant à la section « Notes et références ».
Te Mana Toa (« l'esprit du guerrier ») est un parti politique autonomiste polynésien créé en 2007.
Il prône le renouvellement de la classe politique locale, l'intégrité et le respect de la parole donnée aux électeurs.
Ce parti se prononce contre l'indépendance et pour la valorisation de la culture et de l'identité polynésienne.
Sa présidente, Sandra Levy-Agami Manutahi, est élue à l'Assemblée de la Polynésie française en 2008, où elle s'oppose aux majorités successives. Elle s'oppose avec succès à l'adoption du Code de la Propriété publique de la Polynésie française, arguant qu'elle aurait entrainé la spoliation de nombreuses terres polynésiennes pour renflouer les caisses du pays[réf. nécessaire]. Elle ne vote pas les augmentations des prélèvements fiscaux et soutient les mesures favorables aux entreprises locales (défiscalisation, crédits Cepia....)[réf. nécessaire]. 
Te Mana Toa a été à l'origine d'une résolution pour « engager la lutte contre la montée des eaux », votée à l'unanimité, de deux propositions de loi du pays et d'une délibération.
Te Mana Toa a soutenu la liste « O Mahina Actions » au 1er tour de l'élection municipale anticipée de la commune de Mahina en février 2011. La liste a obtenu 9,41% des suffrages.